# Umberto Battist
Umberto Battist, né le 6 septembre 1939 à Jeumont, et mort le 16 avril 2021 à Ferrière-la-Petite, était un homme politique français.

## Détail des fonctions et des mandats
Mandats locaux
- En 1971 , il est élu conseiller municipal le seul sur sa liste.
- En 1977, il élu maire de Ferrière-la-Petite.
- En 1983 , il est réélu maire de Ferrière la Petite.
- De mars 1989 à juin 1995 il est maire de Jeumont.

Mandats parlementaires
- 21 juin 1981 - 1er avril 1986 : Député de la 22e circonscription du Nord
- 12 juin 1988 - 1er avril 1993 : Député de la 23e circonscription du Nord